# Rayshawn Jenkins
Rayshawn Jenkins (St. Petersburg, 25 gennaio 1994) è un giocatore di football americano statunitense che milita nel ruolo di safety nella National Football League (NFL).

## Carriera

### Los Angeles Chargers
Jenkins al college giocò a football con i Miami Hurricanes dal 2013 al 2016. Fu scelto dai Los Angeles Chargers nel corso del quarto giro (113º assoluto) del Draft NFL 2017. Debuttò come professionista subentrando nella gara del primo turno contro i Denver Broncos senza fare registrare alcuna statistica. Il primo placcaggio lo mise a segno  due settimane dopo contro i Kansas City Chiefs.

### Jacksonville Jaguars
Il 17 marzo 2021 Jenkins firmò un contratto quadriennale con i Jacksonville Jaguars.
Nel quindicesimo turno della stagione 2022 Jenkins fu premiato come miglior difensore della AFC della settimana dopo avere fatto registrare 18 tackle e 2 intercetti su Dak Prescott, incluso quello nei tempi supplementari ritornato in touchdown che diede ai Jaguars la vittoria sui Dallas Cowboys.

### Seattle Seahawks
Il 13 marzo 2024 Jenkins firmò con i Seattle Seahawks. Nel quinto turno stabilì un record di franchigia ritornando un fumble dei New York Giants per 102 yard in touchdown. Nella settimana 14 mise a segno il primo sack con la nuova maglia nella vittoria sugli Arizona Cardinals.
Il 4 marzo 2025 Jenkins fu svincolato.

## Palmarès
- Difensore della AFC della settimana: 1

15ª del 2022